# Park Wan-su
Park Wan-su (koreanisch 박완수; * 1955) ist ein südkoreanischer Politiker und war von 2004 bis 2014 Bürgermeister von Changwon.
Park Wan-su wurde 1955 als Kind einer armen Bauernfamilie geboren. Nachdem er die Technische Hochschule in Masan besuchte, studierte er an der Kyungnam University. Er studierte nachts, da er tagsüber in einer Fabrik arbeitete.
1979 absolvierte er die Higher Civil Service Examination und war über 20 Jahre als Staatsbeamter tätig. Unter anderem als Magistrat des Landkreises Hapcheon (1994), Mitglied der Provinzregierung von Gyeongsangnam-do (ab 1995) und Vizebürgermeister von Gimhae (2000).
Er erhielt einen Ph.D. in Öffentlicher Verwaltung an der Kyungnam university und veröffentlichte mehrere Bücher, u. a. Society With Principle and Society With Hope. Neben seiner Karriere als Staatsbeamter war er Professor und 2003 Dekan der Graduate School of Public Administration  an der Kaya university.
Juni 2004 wurde Park in einer Sonderwahl zum Bürgermeister von Changwon gewählt. Mai 2006 erfolgte seine Wiederwahl. Seit seinem Amtsantritt erhielt Changwon dreimal den Titel Stadt mit der besten Lebensqualität in Korea, nämlich in den Jahren 2005 bis 2007.